# U.S. Highway 53
Der U.S. Highway 53 (kurz: US 53) ist ein United States Highway in den Vereinigten Staaten. Er verbindet die U.S. Highways 14 und 61 im Westen von La Crosse im Bundesstaat Wisconsin mit den kanadischen Grenze nahe Fort Frances.
Zwischen Chippewa Falls in Wisconsin und International Falls in Minnesota bildet der US 53 den sogenannten Falls-to-Falls Corridor. Dieser Abschnitt soll bei Investitionen in die Infrastruktur besonders bevorzugt und ausgebaut werden.

## Verlauf

### Wisconsin
Der U.S. Highway 53 verlässt La Crosse in Richtung Norden und nutzt südlich des La Crosse Municipal Airports für etwa zwei Kilometer die Trasse der Interstate 90. Er zweigt von der Interstate als Freeway in nördlicher Richtung ab und passiert dabei kleinere Orte wie Galesville, Blair und Whitehall. Westlich von Osseo nahe der Interstate 94 teilt er sich für etwa fünf Kilometer eine Trasse mit dem U.S. Highway 10. Anschließend verläuft der US 53 bis Eau Claire parallel zur I-94.
Im Südosten von Eau Claire kreuzt der Highway zunächst die Interstate 94 und trifft kurz darauf auf den U.S. Highway 12. Er verlässt die Stadt als Freeway und trifft südlich von Chippewa Falls auf die ebenfalls zum Freeway ausgebaute Wisconsin State Route 29. Im Süden von Cameron kreuzt der US 53 den U.S. Highway 8. Zwischen Spooner und Trego nutzt er für einige Kilometer die Trasse des U.S. Highways 63 und überquert anschließend den St. Croix River.
Der U.S. Highway 53 bildet Umgehungen um Orte wie Minong und Solon Springs. Ab dem Amnicon Falls State Park verläuft er auf der Trasse des U.S. Highways 2 in nordwestlicher Richtung. Im Osten von Superior trennen sie sich wieder, bevor der US 53 im Norden der Stadt gemeinsam mit der Interstate 535 auf der John A. Blatnik Bridge die Saint Louis Bay überquert und die Grenze zu Minnesota erreicht.

### Minnesota
In Duluth verlässt der Highway nach dem Kreuz mit der Interstate 35 die Trasse des Zubringers I-535 und verläuft anschließend in nordwestlicher Richtung. Dabei passiert der U.S. Highway 53 im Norden den Duluth International Airport und ab der Abzweigung des Minnesota State Route 33 in Independence führt er in Richtung Norden durch zum Großteil durch dünnbesiedelte Gebiete. In Virginia zweigt der U.S. Highway 169 in westlicher Richtung ab.
Im Süden von International Falls passiert der US 53 den Falls International Airport. Gemeinsam mit dem U.S. Highway 71 endet der U.S. Highway 53 nach der Überquerung des Rainy River an der kanadischen Grenze. Nach 649 Kilometern geht er in die Ontario Highways 11 und 71 über, die Teil des Trans-Canada Highway Systems sind.